# سقوط تربیس
پس از مرگ آشوربانی‌پال در سال ۶۲۷ پ. م، امپراتوری آشوری نو وارد دوره بی‌ثباتی ناشی از جنگ داخلی بین سین-شار-ایشکون و برادرش آشور-اتیل-ایلنی شد. در سال ۶۲۶ پ. م، نبوپلسر، حاکم بابلی علیه آشوریان قیام کرد. پس از چند سال جنگ، بابلی‌ها، نیروهای آشوری را از قلمرو خود بیرون کردند. با این حال، نبوپلسر نمی‌توانست جنگ را به قلب امپراتوری آشور برساند. در سال ۶۱۶ پ. م، هنگامی که مادها به امپراتوری آشوری نو حمله کردند، وضعیت به شدت تغییر کرد. سقوط تربیس زمانی رخ داد که ارتش مادها به رهبری هووخشتره به این شهر حمله کرده و آن را فتح کردند. پس از آن، مادها فراتر رفتند و قاطعانه آشوریان را در نبرد آشور شکست دادند.